# Taunton & District Saturday League
Taunton & District Saturday Football League (hiện tại được tài trợ bởi Silver Street Volkswagen) là một giải bóng đá nằm ở Somerset, Anh. Giải có tổng cộng 5 hạng đấu, cao nhất là Division One, nằm ở Cấp độ 14 trong Hệ thống các giải bóng đá ở Anh. Giải đấu góp đội cho Somerset County League và liên kết với Somerset County FA.

## Quản lý
Giải đấu vận hành 5 hạng đấu (Division One-Five) và có 4 giải cup.  League Knock-out Cup dành cho các đội của Division One và Division Two.  Các đội bị loại từ 3 vòng đầu tiên (Vòng loại, Vòng 1 và Vòng 2) sẽ tham dự Rose Bowl. Seward Memorial Cup dành cho các đội của Division Three và Division Four.  Các đội bị loại từ 3 vòng đầu tiên sẽ tham dự Gardner Security Trophy.
Taunton & District Saturday Football League là thành viên của Joint Liaison Committee tạo nên Somerset County League và các giải đấu góp đội khác trong hạt. Bishops Lydeard và Taunton Blackbrook  những năm gần đây đã thăng hạng Somerset County League và tiến lên được Premier Division.

## Các đội vô địch gần đây
| Mùa giải | Division One      | Division Two           | Division Three          | Division Four             | Division Five         |
| -------- | ----------------- | ---------------------- | ----------------------- | ------------------------- | --------------------- |
| 2000–01  | Sydenham Rangers  | Norton Fitzwarren      | Wellworthy Saints       | Appletree                 | Williton              |
| 2001–02  | Sydenham Rangers  | Alcombe Rovers         | Marketeers              | Bridgwater Sports Dự bị   | Middlezoy Rovers      |
| 2002–03  | Bishops Lydeard   | Marketeers             | Norton Fitzwarren Dự bị | Inter-Sceptre             |                       |
| 2003–04  | Blackbrook        | Bishops Lydeard        | Cossington              | Locomotives               |                       |
| 2004–05  | Bridgwater Sports | Taverners              | Locomotives             | Norton Fitzwarren Dragons |                       |
| 2005–06  | Staplegrove       | Locomotives            | Westonzoyland           | Milverton Rangers         |                       |
| 2006–07  | Porlock           | Staplegrove Dự bị      | Wyvern Dự bị            | Hemyock                   |                       |
| 2007–08  | Bridgwater Sports | Dulverton Town         | Woolavington Predators  | Old Inn All Stars         |                       |
| 2008–09  | Bridgwater Sports | Staplegrove            | Wembdon                 | Appletree                 |                       |
| 2009–10  | Highbridge Town   | Bishops Lydeard        | North Petherton         | Porlock Dự bị             |                       |
| 2010–11  | Porlock           | Civil Service          | Wembdon Saints          | Hamilton Hawks            | Blagdon Hill          |
| 2011–12  | Middlezoy Rovers  | Sampford Blues         | Appletree               | Blagdon Hill              | North Petherton Dự bị |
| 2012–13  | Locomotives       | Middlezoy Rovers Dự bị | Blagdon Hill            | Milverton Rangers         | Tone Youth            |
| 2013–14  | Highbridge Town   | Blagdon Hill           | The Gallery             | Blagdon Hill Dự bị        | Ash Rangers           |

Từ năm 2002 đến năm 2010 giải đấu có 4 hạng đấu 4 Divisions.

## Các đội vô địch giải đấu
| Mùa giải | Vô địch Division One          |
| -------- | ----------------------------- |
| 1953/54  | RAF Westonzoyland             |
| 1954/55  | Dulverton Town                |
| 1955/56  | Dulverton Town                |
| 1956/57  | Taunton British Rail          |
| 1957/58  | 8(BT) Training Battalion-REME |
| 1958/59  | 8(BT) Training Battalion-REME |
| 1959/60  | Dulverton Town                |
| 1960/61  | Dulverton Town                |
| 1961/62  | Dulverton Town                |
| 1962/63  | Dulverton Town                |
| 1963/64  | Alcombe Rovers                |
| 1964/65  | Staplegrove                   |
| 1965/66  | Dulverton Town                |
| 1966/67  | Alcombe Rovers                |
| 1967/68  | Nomads                        |

| Mùa giải | Vô địch Division One |
| -------- | -------------------- |
| 1968/69  | Nomads               |
| 1969/70  | Wellworthy United    |
| 1970/71  | Alcombe Rovers       |
| 1971/72  | Wellworthy United    |
| 1972/73  | Alcombe Rovers       |
| 1973/74  | Alcombe Rovers       |
| 1974/75  | Hulan United         |
| 1975/76  | Hulan United         |
| 1976/77  | Castlefield          |
| 1977/78  | Hulan United         |
| 1978/79  | Middlezoy Rovers     |
| 1979/80  | Priorswood United    |
| 1980/81  | Priorswood United    |
| 1981/82  | Sydenham Rangers     |
| 1982/83  | Middlezoy Rovers     |

| Mùa giải | Vô địch Division One |
| -------- | -------------------- |
| 1983/84  | Middlezoy Rovers     |
| 1984/85  | Sydenham Rangers     |
| 1985/86  | Middlezoy Rovers     |
| 1986/87  | Sydenham Rangers     |
| 1987/88  | Sydenham Rangers     |
| 1988/89  | Priorswood United    |
| 1989/90  | Priorswood United    |
| 1990/91  | British Cellophane   |
| 1991/92  | Bishops Lydeard      |
| 1992/93  | Bishops Lydeard      |
| 1993/94  | Sydenham Rangers     |
| 1994/95  | Priorswood United    |
| 1995/96  | Wyvern               |
| 1996/97  | Wyvern               |
| 1997/98  | Sydenham Rangers     |

| Mùa giải | Vô địch Division One |
| -------- | -------------------- |
| 1998/99  | Sydenham Rangers     |
| 1999/00  | Sydenham Rangers     |
| 2000/01  | Sydenham Rangers     |
| 2001/02  | Sydenham Rangers     |
| 2002/03  | Bishops Lydeard      |
| 2003/04  | Blackbrook           |
| 2004/05  | Bridgwater Sports    |
| 2005/06  | Staplegrove          |
| 2006/07  | Porlock              |
| 2007/08  | Bridgwater Sports    |
| 2008/09  | Bridgwater Sports    |
| 2009/10  | Highbridge Town      |
| 2010/11  | Porlock              |
| 2011/12  | Middlezoy Rovers     |
| 2012/13  | Locomotives          |

Source

## Các đội vô địch Cup
| Mùa giải | Knock-Out Cup     | Seward Memorial Cup |
| -------- | ----------------- | ------------------- |
| 2009–10  | –                 | Appletree           |
| 2008–09  | Alcombe Rovers    | Redgate             |
| 2007–08  | Middlezoy Rovers  | Watchet Town Dự bị  |
| 2006–07  | Staplegrove       | Porlock Dự bị       |
| 2005–06  | Bridgwater Sports | Victoria Rangers    |